# 赫姆島 (麥克羅伯特森地)
赫姆島（英語：Hum Island）是南極洲的島嶼，位於麥克羅伯特森地，屬於威廉斯科斯比群島的一部分，在1931年2月由英國研究隊發現和命名，現時由南極條約體系管理。